# Чаговское
Чаговское (укр. Чагівське) — посёлок, входит в Оратовский район Винницкой области Украины.
Население по переписи 2001 года составляло 25 человек. Почтовый индекс — 22635. Телефонный код — 4330. Занимает площадь 0,206 км². Код КОАТУУ — 523186304.

## Местный совет
22635, Вінницька обл., Оратівський р-н, с. Чагів, пров. П.Морозова, 45